# ده بالا (کرمان)
کرمان
ده بالا، روستایی است از توابع بخش مرکزی شهرستان کرمان در استان کرمان ایران. مکانی گردشگری و تاریخی،نزدیک ترین دهستان به شهرستان کرمان است.

## جمعیت
این روستا براساس آخرین سرشماری مرکز آمار ایران که در سال 1395صورت گرفته، جمعیت آن  374نفر بوده‌است.

## جاذبه های گردشگری روستای ده بالا
ده بالا به دلیل وجود قلعه ها و راه های زیرزمینی ای که دارد یکی از روستاهای تاریخی استان کرمان به شمار می رود. قلعه گنجعلیخان، درختان چناری که زیبایی این روستا را دوچندان کرده، چشمه های جوشان و رودخانه از جمله جاذبه های تاریخی و طبیعی این روستا به حساب می آیند که می توانید از دیدن آنها لذت ببرید.
قلعه گنجعلیخان: این قلعه که در فاصله 3 کیلومتری روستای ده بالا واقع شده است از جمله مکان های تاریخی به جا مانده از دوران صفوی می باشد که در سال 82 به ثبت آثار ملی ایران رسیده است. گردشگران می توانند به صورت شبانه روزی از این مکان تاریخی دیدن نمایند.
چشمه امام رضا :
در روستای ده بالا چشمه ای وجود دارد که از قله قفس سرچشمه می‌گیرد و اب چشمه تا پایین ده بالا و از چند روستا می گذرد و با وجود درختان چنار بسیاری که دارد که قدمت آنها بیش از 100 سال است مکانی عالی برای نشستن و تفریح خانواده های کرمانی است.ابتدای آن دره ای وجود دارد که درختان بید و چنار، خروجی چشمه و مسجد امام رضا در آن می باشد و مسیر این مکان خاکی اما هموار است که تا خود چشمه ادامه دارد.